# Il richiamo della foresta
Il richiamo della foresta (The Call of the Wild) è un romanzo breve d'avventura dello scrittore statunitense Jack London pubblicato nel 1903.

## Trama

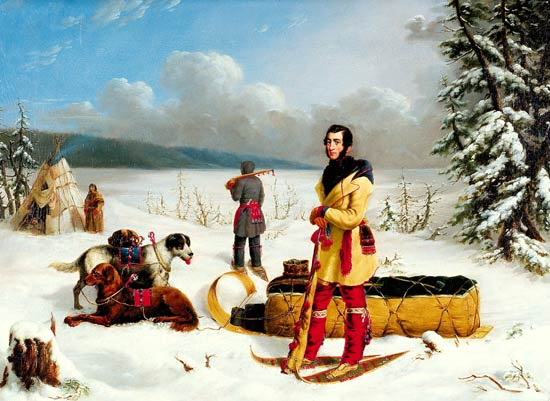
Slitta e muta di cani nel nord ovest canadese nella metà del XIX secolo

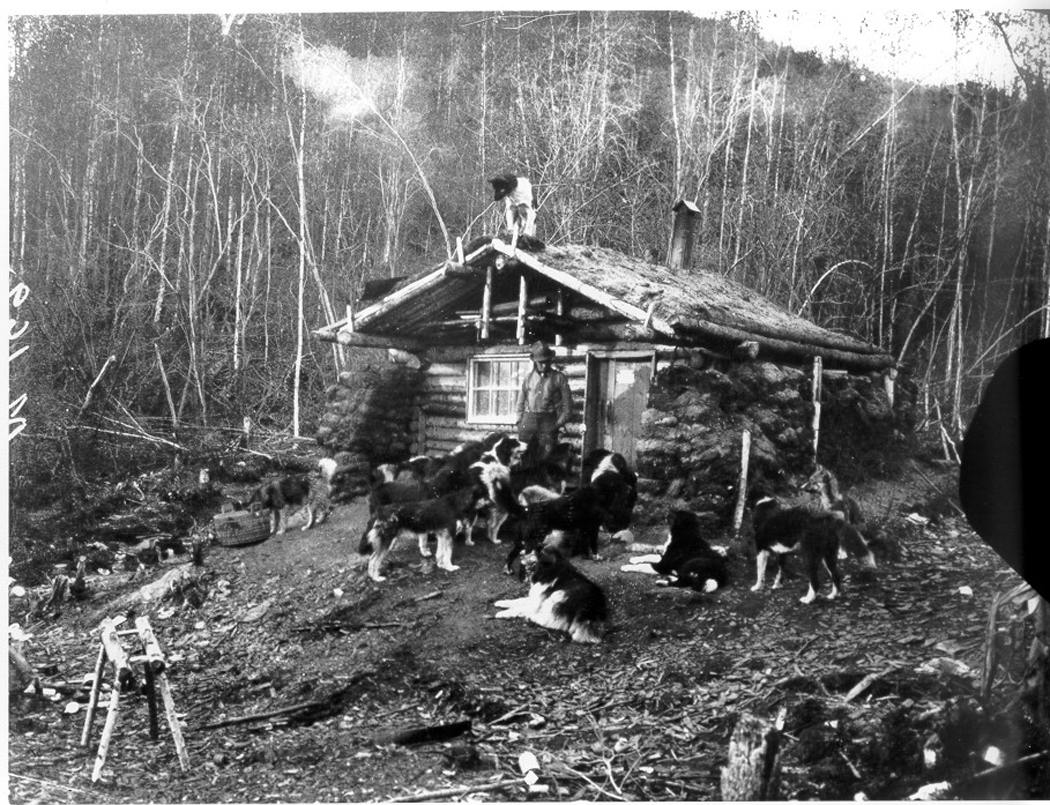
Capanna nello Yukon, immagine di inizio XX secolo

Il romanzo è ambientato inizialmente in California, nella soleggiata Valle di Santa Clara, nel 1897. Il cane Buck, figlio di un maschio di Sanbernardo e di una femmina pastore scozzese, vive nella grande villa di un magistrato, il giudice Miller. Inizia la "corsa all'oro del Klondike", e aumenta così la richiesta di cani da slitta, unico mezzo di locomozione nella gelata estremità settentrionale del continente americano, e pertanto Buck viene venduto dal giardiniere del suo padrone a un losco e brutale trafficante.
Affidato a un brutale addestratore di cani («l'uomo dal maglione rosso»), Buck conosce la «legge della zanna e del bastone», attraverso la quale viene picchiato selvaggiamente, aggiogato a una muta guidata dal cane Spitz e costretto infine a diventare un cane da slitta. Col passare del tempo, Buck impara a difendersi dagli altri cani, e arriva addirittura a uccidere Spitz e diventare capo della muta. Cambiano presto i padroni, ma non diminuiscono i maltrattamenti. Dopo essere stato al servizio di tre cercatori d'oro litigiosi e incapaci, Buck sta per essere ucciso, ma viene salvato dal cercatore d'oro John Thornton, che diviene invece un suo caro amico. Buck lo salva più volte da situazioni pericolose e infine gli fa vincere una grossa somma in una scommessa, tirando da solo una slitta con un carico di mille libbre.
La vincita permette a Thornton di recarsi a est, in cerca di una miniera abbandonata ai margini di una foresta. Qui, però, Buck comincia a sentire «il richiamo della foresta»: quindi vi si addentra, incontra altri lupi, e arriva a uccidere un alce. Ritornato all'accampamento, però, scopre che Thornton e i suoi compagni Hans e Pete sono stati uccisi dagli indiani Yeehats; furioso e disperato, Buck li vendica, scagliandosi contro i pellerossa. Finito il massacro, il richiamo della foresta si fa dentro di lui sempre più irresistibile, e Buck decide quindi di vivere nella foresta insieme a un branco di lupi, di cui diventerà il capo. La sua leggenda si diffonde tra i nativi americani come il "Cane fantasma" delle Terre del Nord (ossia l'Alaska e il Canada del nord-ovest): ogni anno, nell'anniversario del suo attacco agli Yeehats, Buck ritorna al suo accampamento dove sono morti Thornton, Hans e Pete per piangerli. Ogni inverno, guidando il branco di lupi del quale è capo, Buck semina la sua furia vendicativa sugli Yeehats "come un canto per un mondo più giovane", che è la canzone del branco.

## Critica
Il richiamo della foresta è il primo romanzo di Jack London (1876-1916). L'autore, californiano, ebbe una giovinezza turbolenta. Di simpatie socialiste, attratto dal darwinismo sociale, nel 1897, l'anno in cui iniziano le vicende di Buck, London abbandonò gli studi intrapresi all'Università della California e partì per il Klondike per partecipare alla "corsa all'oro". Rimase nel Klondike, in condizioni molto difficili, almeno un anno; aveva portato con sé due libri: L'origine delle specie di Darwin e il Paradiso perduto di Milton. Commenta Ada Prospero Marchesini:
(Ada Prospero Marchesini, Dizionario Bompiani delle opere e dei personaggi, cit., 2005, vol. VIII p. 8134)
Protagonista del romanzo «antisentimentale e commovente» è «il cane Buck, con il quale London si era magicamente identificato fino a immaginarne i moti dettati dall'istinto». Raffaele La Capria conclude che Buck è, tra i personaggi della letteratura, quello più amato «per la sua fierezza e la sua sopportazione, ma anche per la sua capacità di amore e di riconoscenza».

## Edizioni
La prima stesura uscì a puntate sul Saturday Evening Post, dal 20 giugno al 18 luglio 1903, quindi con qualche taglio e pochi aggiustamenti di parole e frasi presso l'editore Macmillan di New York. La prima edizione in lingua italiana, nella traduzione di Gian Dàuli, fu pubblicata nel 1924 dalle edizioni Modernissima di Milano nel 1924. 

### Prima edizione
- Jack London, The call of the wild, New York: The Macmillan Co., 1903, 231 p. : ill.

La prima edizione, pubblicata nell'agosto 1903 dall'editore Macmillan di New York, conteneva 18 illustrazioni a colori di Philip R. Goodwin e Charles Livingston Bull, mentre l'illustrazione della copertina era di Charles Edward Hooper. La riproduzione della prima edizione è disponibile in Internet Archive.

### Traduzioni in lingua italiana
Le edizioni italiane, il cui elenco è qui sotto, si distinguono tra adattamenti e rifacimenti anche vistosi e arbitrari (in genere illustrate) e integrali, con prefazioni varie (Vito Amoruso, Mario Biondi, Giorgio Bocca, Jorge Luis Borges, Gianni Celati, Davide Sapienza, Carmela Cremonesi, Antonio Faeti, Oriana Fallaci, Anna Ferrari, Lorena Fiocco, Goffredo Fofi, Isolda Gentili Tedeschi, Luigi Giovannini, Delfino Insolera, Earle Labor, Manuela Lazzara Pittoni, Carlo Montrésor, Mario Picchi, Beniamino Placido, Francesco Saba Sardi, Nanda Torcellan). Tra gli illustratori: Stephen Alcorn, Maurizio Bajetti, Tudor Banus, Paolo Barbieri, Piero Bernardini, Guido Bertello, Averardo Ciriello, Piero Cozzaglio, Edgardo Dell'Acqua, Pierre Fassel, Pietro Gamba, Paolo Ghirardi, Maria Elena Gonano, Carlo Jacono, Roberto Lemmi, Roberto Maggi, Libico Maraja, Leonardo Mattioli, Claudio Mazzoli, Cristina Mesturini, Alessandra Micheletti, José Miralles Farrán, Claudio Monteleone, Philippe Munch, Aldo Ripamonti, Mario Sbattella, Gianluigi Toccafondo, Sergio Toppi (ed. a fumetti supplemento a Il Giornalino n. 34 del 28 agosto 1996) e Valerio Vacchetta. È anche un libro che è stato spesso allegato a quotidiani e riviste, oppure stampato in edizioni scolastiche con commenti. Esiste anche una versione Disney del racconto, Buck alias Pluto e il richiamo della foresta è una parodia scritta da Guido Martina e disegnata da Romano Scarpa. La storia è stata pubblicata per la prima volta sui numeri 1518 e 1519 di Topolino, datati rispettivamente il 30 dicembre 1984 ed il 6 gennaio 1985.
- trad. Gian Dàuli, Modernissima, 1924, 19252, 19273
- trad. Gastone Rossi, Sonzogno, 1928
- trad. Quirino Maffi, Bietti, 1928
- trad. M.Carlesimo Pasquali, A. Barion, Sesto San Giovanni, Milano, 1931
- trad. Dienne Carter, Corbaccio-Dall'Oglio, 1936, ISBN 8877186283
- trad. Berto Minozzi, Cavallotti, 1951
- trad. Silvana Gottardi, Marzocco, 1952
- trad. Gastone Toschi, La Sorgente, 1953
- trad. Ugo Dettore, Milano, BUR-Rizzoli, 1953 ISBN 8817130575 ISBN 8817151262 ISBN 9788817029575
- trad. Laura Ferajorni Guicciardi, Paoline, 1953 ISBN 8821515354
- trad. F. C. Savici, Lucchi, 1954
- trad. Bruno Paltrinieri, Milano, Fabbri, 1955 ISBN 8845129144
- trad. Tito Diambra, Milano, Mursia, 1960 ISBN 8842500895 ISBN 884251750X
- trad. e adattamento Alessandra B. Migliarini, Boschi, 1961
- trad. Laura Felici, Bologna, Zanichelli, 1967; Tascabili Economici Newton, 1995 ISBN 8838461104 ISBN 8879838628
- trad. Livia Vannini, Vannini, 1969
- trad. Rossella Daverio, Varesina grafica, 1972
- trad. Ines Gnoli Lanzetta, Janus, 1973
- trad. Paola Rickler, Accademia, 1974
- trad. e riduzione Ludovica Angeli Canale, Edipem, 1974
- trad. Fedora Dei, Arnoldo Mondadori Editore, 1981 ISBN 8804309652, ISBN 8804409363, ISBN 8804480556; allegato a TV Sorrisi e Canzoni, 2006
- trad. Edda Squassabia, Milano, Aldo Peruzzo, 1985
- trad. Gianni Celati, Torino, Einaudi, 1986 ISBN 8806593021 ISBN 880614054X ISBN 9788806190293
- a cura di Mariangela Peghetti, Marietti, 1986 ISBN 8821120201
- trad. Grazia Gatti, Milano, Bompiani, 1987 (anche allegato a "L'Espresso")
- versione per bambini Rossana Guarnieri, Milano, Mursia, 1989 ISBN 8842502855 ISBN 884253692X
- trad. Piero Pieroni, Bulgarini, 1989 ISBN 8823401402; Elle, 1991 ISBN 8870683494; De Agostini, 1998 ISBN 8841553642; Le Monnier, 2002 ISBN 8800329268; allegato a "La Stampa", 2008
- trad. Marisa De Maria, Editoriale Del Drago, 1989; Milano, La Spiga, 1997 ISBN 8871009991
- trad. Elena Janora, Palermo, Palumbo, 1990
- trad. e adattamento Berto Minozzi, Novara, De Agostini, 1991 ISBN 884100679X
- trad. e riduzione Roberto Piumini, Milano, Mondadori, 1991 ISBN 8804351438 ISBN 8804391634
- trad. Maurizio Ascari, Venezia, Marsilio, 1996 ISBN 8831760017 ISBN 8831781944
- trad. Enrica Zacchetti, Piemme, 1997 ISBN 8851950075 ISBN 883843901X
- trad. Giorgio van Straten, Firenze, Giunti, 1994 ISBN 8809204514 ISBN 880902205X; Mediaset Group (supplemento di "Il resto del carlino", "La Nazione", e "Il Giorno", 2003; supplemento di "Il Tempo", 2004 ISBN 8497893352; supplemento di Il Giornale, 2008; Mondadori, 2009 (allegato a diverse altre testate)
- trad. libera e adattamento Geronimo Stilton, Casale Monferrato, Piemme, 2007 ISBN 9788838487293; supplemento a "Corriere della Sera", 2008
- traduzione e adattamento di Fabrizio Casa, letto da Giulio Scarpati (CD - 68 min), Biancoenero, 2008, ISBN 978-88-89-92111-1
- trad. Barbara Gambaccioni, Edizioni Clandestine, 2010 ISBN 978-88-95-72040-1
- trad. e cura Davide Sapienza, Collana Universale Economica, Milano, Feltrinelli, 2011
- trad. Michele Mari, Collana I grandi tascabili, Milano, Bompiani, 2015, ISBN 978-88-45-27982-9
- trad. Daniele Petruccioli, Milano, BUR, 2019.

*  Trad. Alessio Severo, Passerino Editore, giugno 2025, ASIN B0FCRQQY94

## Adattamenti
Numerosi sono gli adattamenti sia cinematografici che radiotelevisivi:
- The Call of the Wild (1908)
- Il richiamo della foresta, regia di Fred Jackman (1923)
- Il richiamo della foresta (The Call of the Wild), regia di William A. Wellman (1935)
- Il richiamo della foresta (The Call of the Wild), regia di Ken Annakin (1972)
- Il richiamo del lupo, regia di Gianfranco Baldanello (1975) (non ufficiale)
- Il richiamo della foresta (The Call of the Wild), regia di Jerry Jameson (1976) Film TV
- Il richiamo della foresta, regia di Kozo Morishita (1981)
- Buck ai confini del cielo, regia di Tonino Ricci (1991)
- Il richiamo della foresta (Call of the Wild), regia di Michael Toshiyuki Uno (1993) Film TV
- Il richiamo della foresta (The Call of the Wild: Dog of the Yukon), regia di Peter Svatek (1997) Film TV
- Buck e il braccialetto magico, regia di Tonino Ricci (1999)
- Il richiamo della foresta (Call of the Wild) (2000) Serie TV
- Il richiamo della foresta 3D (Call of the Wild), regia di Richard Gabai (2009)
- Il richiamo della foresta (The Call of the Wild), regia di Chris Sanders (2020)